# Simon Baumann (Musiker)
Simon Baumann (* 26. Februar 1976 in Fribourg) ist ein Schweizer Schlagzeuger. Als Komponist und Musikproduzent bewegt er sich insbesondere in der elektronischen Musik.

## Leben und Werk
Mit dem DJ und Produzenten Melvyn Buss bildete er von 2008 bis 2013 das Elektronika Duo 'Mercury' und veröffentlichte mehrere EPs und Remixe.  Dies unter anderem auf den Labels: Gomma, Modular Recordings, Kitsuné, Exploited und Defected. 2012 veröffentlichten Mercury zusammen mit Robert Owens die EP Candlelight und traten gemeinsam am Electron Festival auf.
Am Schlagzeug arbeitet er szenenübergreifend in verschiedenen Genres und mit verschiedenen Künstlern. Seit 2012 gehört er zur Band von Stephan Eicher. Er spielte auf dessen Album L’envolée und auf der gleichnamigen Tour durch Frankreich, Belgien, Deutschland und die Schweiz.
2014 trat er mit Stephan Eicher am Montreux Jazz Festival in der Stravinsky Hall auf. Mehrere Jahre war er Teil des Elektronika-Trios „One Shot Orchestra“, zusammen mit Jacob Suske und Fabian Kalker.
Simon Baumann spielt ausserdem in den Reihen Metric Rotations und Drum Phase für den Schweizer Musiker Don Li, zusammen mit Björn Meyer, Simon Ho, Rico Baumann und Arno Troxler. Im Zentrum dieser Reihen steht die reduktive Musik mit Komponenten der klassischen Indischen Musik, des Jazz, der minimalen Elektronik oder des Funk.
Zusammen mit der Berliner Band „Junior“ veröffentlicht er 2012 die EP Don’t Listen Much bei Gomma Records und tritt mit der „Junior & Baumon Marching Band“ auf.
Gemeinsam mit dem Pianisten Florian Favre bildet er das Improvisations-Duo „Baumon Favre Jukebox“.
Im Bereich Folk und Americana Musik spielt er seit 2013 für den Künstler Hank Shizzoe. Er ist Teil von dessen Albumproduktionen für Songsmith wie auch für This Place Belongs to the Birds und ist zusammen mit Tom Etter (Züri West) Teil des Hank Shizzoe Trios. Ausserdem arbeitet(e) er mit Kutti MC, Deetron feat. Fritz Kalkbrenner und anderen.
Als Schlagzeuger und Perkussionist spielt(e) er am Opernhaus Zürich, am Konzert Theater Bern sowie für die Firma Native Instruments in Berlin, wo er die Reihe „Abbey Road Drums“ einspielte.
2014 startete er sein erstes Soloprojekt unter dem Namen „Baumon“ und arrangierte und produzierte Musik für die amerikanische TV-Serie Ray Donovan. Der entsprechende Song, Sunny, wurde in drei Versionen für drei Szenen in der gleichnamigen Folge von Showtime Pictures verwendet (Staffel 2, Folge 8). Diese Folge wurde erstmals am 31. August 2014 in den USA ausgestrahlt. Da der Song Sunny Teil der Handlung dieser Folge ist, übernahmen die Schauspieler Kerris Dorsey (Bridget Donovan) und Octavius J. Johnson (Marvin Gaye Washington) den Gesang.
2016 wurde Simon Baumann die 'Carte Blanche' des Clubs Bee Flat der Stadt Bern verliehen. Im Anschluss schafft er zusammen mit Stephan Eicher und Rainier Lericolais die erste Live-Performance der Polstergruppe mit Gastauftritten von Zimoun, Don Li, Hank Shizzoe, Mario Batković, Simon Heggendorn, Pedro Lenz, Mel Bus und Adrian Iten. 2017 & 2018 setzt Baumann seine Arbeit mit 'Die Polstergruppe' fort. Mit Performances & Liegekonzerten beim 'La Batie' Festival (Genf), Fondation van Gogh (Arles), Neubad (Luzern), Kulturpalast (Nürnberg), La Nuit des Images (Lausanne) und anderen mehr. Während dieser Aufführungen arbeitet er mit John Armleder, Marco Repetto, Colin Vallon, Dan Reeder, Fabian Kalker und anderen zusammen.
2017 gründet Simon Baumann das Projekt OSOMO wo sich die Teilnehmenden an aussergewöhnlichen Orten Baumanns meditativen Kompositionen aus rhythmischen Überlagerungen hingeben können. Liegend gelangen die Gäste so – zum Beispiel unter dem Sternenhimmel oder in einer monumentalen Industriehalle – in einen Zustand zwischen Bewusst- und Unbewusstsein, zwischen Geistesgegenwart und Traum. 2018 zeichnet der Kanton Bern die Vision von Osomo mit dem Entr’Acte Stipendium aus. 2019 testet Osomo seine Experience erstmals als Prototypen in: Dampfzentrale Bern, Neubad Luzern, Humbug Basel, Schiffbau Zürich. Später folgen Experiences an romantischen Orten in der Natur wie beispielsweise auf dem Niederhorn im Berner Oberland. 2021 kreiert Simon Baumann eine Osomo Experience für die Fondation Beyeler in Basel. Weitere Auftritte waren im Bains Des Paquis in Genf, Park Villa Morillon Köniz, Bergatelier Zermatt u. a.

## Diskographie

### Als Simon Baumann (Auswahl)
- Jane Birkin – J'dis pas qu'je t'aime – In French Please! (2023) / Fontana Music France
- Stephan Eicher – Ode (2023) / Universal Music France
- Stephan Eicher – Ode à la nature (2023) / Universal Music France
- Stephan Eicher – Le Plus Léger Au Monde (2022) / Universal Music France
- Sirens Of Lesbos – Zeus  – (2020) / Sirens Of Lesbos
- Stephan Eicher – Niene Dahei – Live in Bruxelles (2020) / Electric Unicorn
- Heidi Happy – Wäg vo mir (2020) / Silent Mode
- Stephan Eicher – Homeless Songs (2019) / Electric Unicorn
- Sirens Of Lesbos – Fairground – (2019) / Sirens Of Lesbos
- Hank Shizzoe – Steady As We Go (2019) / Blue Rose
- Sirens Of Lesbos – Shotgun – (2018) / Sirens Of Lesbos
- Sirens Of Lesbos – Ecstasy – (2015) / Sirens Of Lesbos
- Hank Shizzoe – This Place Belongs To The Birds (2015) / Blue Rose
- Sirens Of Lesbos – Long Days Hot Nights – (2014) / Sirens Of Lesbos
- Stephan Eicher – L’envolée (2012) / Universal Music France
- Hank Shizzoe – Songsmith (2014) / Blue Rose Records
- Deetron feat.  Fritz Kalkbrenner – Bright City Lights (2013) / Music Man
- Don Li – 48 Minutes 48 Drummers – (2010) / Tonus Music
- Kutti MC – Freischwimmer (2011) / Universal Music Switzerland
- Kutti MC & Sophie Hunger  – Irgendwo (2009) / Two Gentlemen
- Kutti MC & One Shot Orchestra – Sunne (2009) / Two Gentlemen Records
- One Shot Orchestra – Okaiii (2008) / Spoiler Records
- Baze – D’Party Isch Vrbi (2010) / Soundservice

### Als OSOMO
- OSOMO – Side Trips – Album (2023) / OSOMO & Two Gentlemen
- OSOMO – Side Trip Delta – Single Version (2023) / OSOMO & Two Gentlemen
- OSOMO – Side Trip Beta – Single Version (2023) / OSOMO & Two Gentlemen
- OSOMO – Side Trip Theta – Single Version (2023) / OSOMO & Two Gentlemen
- OSOMO – Side Trip Zeta – Single Version (2023) / OSOMO & Two Gentlemen

### Als Mercury, gemeinsam mit Melvyn Buss (Auswahl)
- Dimitri from Paris – Back in the House (2012) / Defected Records
- Mercury & Robert Owens – Candlelight EP (2012) / Gomma Dance Tracks
- Munk – Intimite Stranger (Mercury Remix) (2014) / Under the Shade
- Mercury – Man EP (2013) / Gomma Dance Tracks
- Mercury – Old Man’s House EP (2012) / Gomma Dance Tracks
- Merit (Mercury Remix) – Kitsune: Merit (2011) / Kitsuné Records
- Homework – I Got One (Mercury Remix) (2010) / Exploited Records
- Mercury – Candlelight (Till von Sein Remix) (2015) / Sea of Sand Records
- Mercury – Old Man’s House (2014) / Defected Records
- TRUE – Videos (Mercury Remix) (2014) / Mouthwatering Records
- Mercury feat. Byron Stingily – Let’s Celebrate (2013) / Nervous Records, New York
- Jonas Rathsman – Tobago Mercury’s (2013) / Defected Records UK
- Junior – I Dont Listen Much (Mercury Remix) (2012) / Defected Records UK
- Zombie Disco Squad – Goodnight (Mercury Remix) (2012) / Made to Play Records, Berlin

### Als Baumon (Auswahl)
- Marvin Gaye – Sunny (Baumon Remix) (2015) / Universal Music Enterprises, a Division of UMG Recordings, Inc.
- Junior & Baumon – Dont Listen Much (2015) / Gomma, Munich
- Marvin Gaye – Sunny (Baumon Mercury Edit) (2014) / Ray Donovan TV Series, Showtime Pictures, Los Angeles

## Auftritte (Auswahl)
- L'Olympia – Paris – Frankreich
- Opéra-Comique – Paris – Frankreich
- Montreux Jazz Festival – Stravinski Hall – Schweiz
- Wilde Renate – Berlin – Deutschland
- Haldern Pop Festival – Haldern – Deutschland
- Lux – Lissabon – Portugal
- Love Parade – Zürich – Schweiz
- Les Francofolies – La Rochelle – Frankreich
- Philharmonie – Luxembourg Ville – Luxemburg
- Les Nuits De Fourvière – Lyon – Frankreich
- Palp Festival – Sion – Schweiz
- BMW Welt – München – Deutschland
- Jazzfestival Willisau – Willisau – Schweiz
- Theater Tanzbrunnen – Köln – Deutschland
- Mozartsaal – Frankfurt – Deutschland
- KKL – Luzern – Schweiz
- Volkshaus – Zürich – Schweiz
- Monte Orada – Portugal
- Cirque Royale – Brüssel – Belgien
- Opernhaus Zürich – Schweiz
- Elektron Festival – Genf – Schweiz
- Zentrum Paul Klee – Bern – Schweiz
- Dampfzentrale – Bern – Schweiz
- La Batie Festival – Genf – Schweiz
- Cully Jazz Festival – Schweiz
- Fondation Beyeler – Basel – Schweiz
- Fondation Vincent Van Gogh Arles – France

## Zusammenarbeiten (Auswahl)
- Stephan Eicher
- Jane Birkin
- Marvin Gaye
- Mario Batkovic
- Fabian Kalker
- Philipp Gütering (Deichkind)
- Robert Owens (Fingers Inc.)
- Sophie Hunger
- Arthur Teboul (Feu Chatterton)
- Sirens Of Lesbos
- Jeans 4 Jesus
- Jacob Suske
- Fritz Kalkbrenner
- Deetron
- Ian Fisher
- Melvyn Buss (Mercury)
- Don Li
- Björn Meyer
- Zimoun
- John Armleder
- Evelinn Trouble
- Endo Anaconda
- Polo Hofer
- Tinu Heiniger
- Hans Koch